# 小野寺えい子
小野寺 えい子（おのでら えいこ、1962年 - ）は、日本の元女優。本名：喜多川 えい子。夫は、俳優・スタントマンの喜多川務。

## 来歴
女優の志穂美悦子に憧れてアクション女優を志すようになり、高校入学と同時に東映アクションクラブの一期生となる。同期には、俳優の植村喜八郎がいた。
テレビドラマ『燃えろアタック』で主演の荒木由美子のバレーボールシーンでの吹き替えを担当する。
1979年、特撮テレビドラマ『バトルフィーバーJ』で第13話より小牧リサに替ってミスアメリカのスーツアクトレスを担当。当初は代役の予定であったが、最終回まで担当することになる。1980年、『バトルフィーバーJ』終了と同時にジャパンアクションクラブ (JAC)に入団。主に後楽園ゆうえんちの屋外ショーに出演する。
23歳で喜多川務と結婚。結婚後もアクション女優を続ける予定であったが、当時のJACでは社内のルールが厳格であったためJACを退団する。
その後は、自動車教習所の指定自動車教習所指導員となった。

## エピソード
『バトルフィーバーJ』で共演した萩奈穂美や日髙のり子（当時・伊東範子）とは仲が良かった。日髙とは放送終了後も交流がある。
ミスアメリカのスーツは生地の通気性が悪く、冬場は撮影の合間にはジャージーを穿いていた。また、衣装にはサポーターはつけられないため、捻挫は頻繁であった。また、爆発シーンの撮影で火薬がブーツの中に入りストッキングに張り付いてしまい火傷している。
夫となる喜多川務は、『バトルフィーバーJ』でトランポリンなど一部のシーンでミスアメリカのアクションを代行していた。喜多川を相手として意識するようになったのはJAC入団後ではないかと述懐している。

## 出演

### テレビドラマ
- スーパー戦隊シリーズ（ANB）
  - バトルフィーバーJ 第13話「金の卵と目玉焼き」 - 第52話「英雄たちの交響曲」（1979年 - 1980年） - ミスアメリカ（スーツアクトレス）[4]
    - 第32話「ふるさと殺人村」 - 村人
    - 第42話「電気人間愛の火花」 - 看護婦

  - 電子戦隊デンジマン 第25話「虎の穴は逃走迷路」・第26話「デンジ姫の宇宙曲」（1980年） - デンジピンク（スーツアクトレス）[2]
  - 太陽戦隊サンバルカン 第21話「潮風がはこぶ愛」（1981年） - 海女
- 燃えろアタック（ANB） - スタント
- 特捜最前線（ANB） - エキストラ[1]
- はまなすの花が咲いたら（1981年、TBS） - スタント[2]
- 噂の刑事トミーとマツ（TBS） - スタント[2]

### 映画
- 仮面ライダー×スーパー戦隊 スーパーヒーロー大戦（2012年、東映） - ミスアメリカ（スーツアクトレス）

### その他
- 電子戦隊デンジマンショー（後楽園ゆうえんち） - デンジピンク[2]
- 太陽戦隊サンバルカンショー（後楽園ゆうえんち） - ゼロツー[2]